# أنواع الشبكات (تبليط)
تشير الشبكة (mesh) الى عملية تمثيل هندسي باستخدام أشكال صغيرة. تُستخدم الشبكات بشكل شائع لتقريب الأسطح المنحنية وللمساعدة في العمليات الحسابية في رسومات الكمبيوتر ولتحليل البيانات الجغرافية والخرائطية. يجب تقييد الأشكال بحيث تقترب من الحدود الداخلية أو الخارجية للسطح المراد تقريبه.كلما زادت أشكال الشبكة التي تقرب السطح، اصبح التقريب أكثر دقة.

## تصنيف الشبكات

### شبكات منظمة
يتم تحديد الشبكات المهيكلة عن طريق التوصيل المنتظم. تكون خيارات العناصر الممكنة هي مضلع رباعي او هرم رباعي. ويعتبر هذا النموذج ذو كفاءة عالية في استخدام الفراغ، حيث يتم تحديد علاقات الجوار من خلال ترتيب منتظم. بعض المزايا الأخرى للشبكة المهيكلة بالنسبة للشبكة غير المهيكلة هي التقارب والدقة.

شبكة منظمة

### شبكات غير منظمة
يتم تحديد الشبكة غير المهيكلة عن طريق الاتصال غير المكتمل. لا يمكن التعبير عنها بسهولة كمصفوفة ثنائية الأبعاد أو ثلاثية الأبعاد. يتيح لك هذا حل المشكلة باستخدام أي شيء ممكن. بالمقارنة مع الشبكات المهيكلة ، يمكن أن يكون هذا النموذج غير فعال للغاية في المساحة. تستخدم هذه الشبكات عادةً مثلثات أو اهرامات ثلاثية.

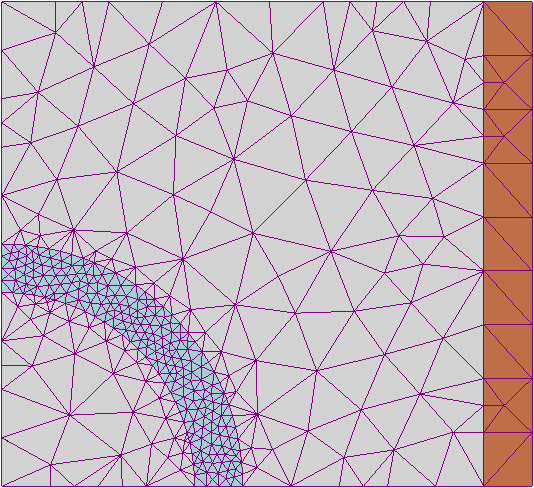
شبكة غير مهيكلة

### شبكات هجينة
تحتوي الشبكة الهجينة على مزيج من الأجزاء المهيكلة والأجزاء غير المهيكلة. بحيث يتم دمج الشبكات المنتظمة بكفاءة مع الشبكات غير المنتظمة. يمكن أن تحتوي تلك الأجزاء المنتظمة للسطح على شبكات منظمة ، ويمكن أن تحتوي تلك الأجزاء المعقدة من السطح على شبكات غير منظمة. يمكن أن تكون هذه الشبكات غير متقارنة، مما يعني أن خطوط الشبكة لا تتطابق مع بعضها البعض.

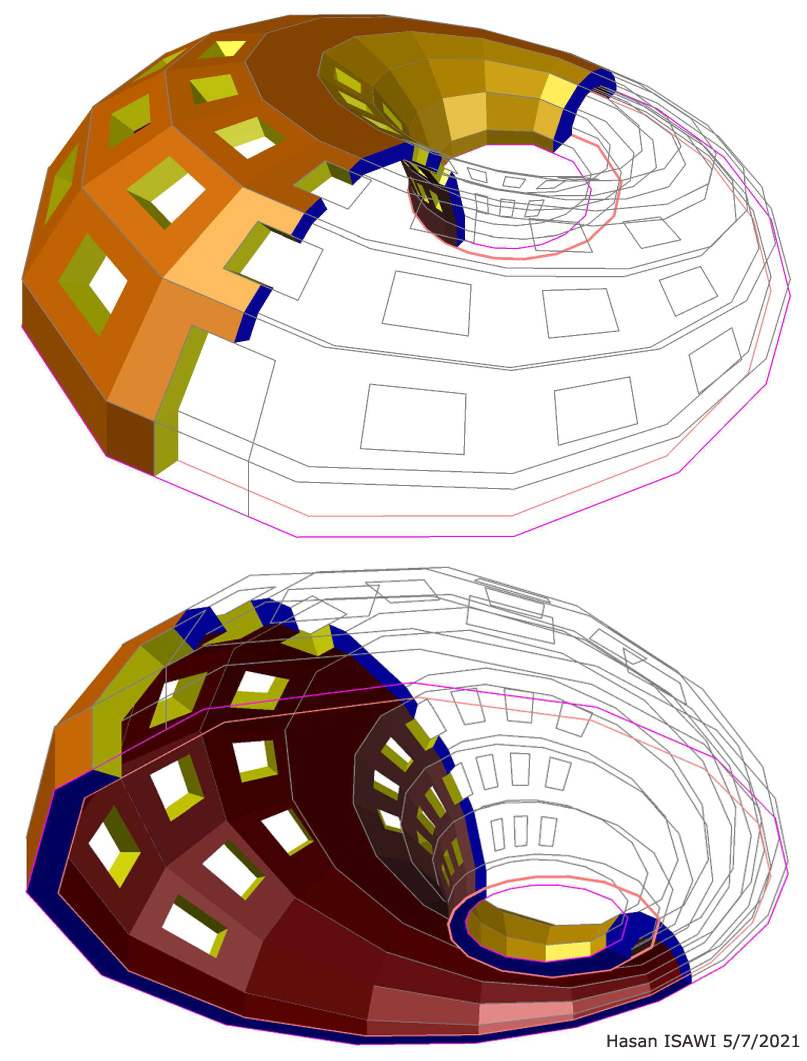
تقريب هندسي لسطح دويري باستخدام مضلعات رباعية. [https://www.researchgate.net/project/Geometric-Loci د. حسن العيسوي